# Micrapion bilineatum
Micrapion bilineatum is een vliesvleugelig insect uit de familie Leucospidae. De wetenschappelijke naam is voor het eerst geldig gepubliceerd in 1894 door Kriechbaumer.